# Campeonato Mundial de Ciclismo de Montaña de 2022
El XXXIII Campeonato Mundial de Ciclismo de Montaña se celebró en la localidad alpina de Les Gets (Francia) entre el 24 y el 28 de agosto de 2022, bajo la organización de la Unión Ciclista Internacional (UCI) y la Unión Ciclista de Francia.
Se compitió en dos disciplinas, las que otorgaron un total de nueve títulos de campeón mundial:
- Descenso (DH) – masculino y femenino
- Campo a través (XC) – masculino, masculino en distancia corta, masculino con bicicleta eléctrica, femenino, femenino en distancia corta, femenino con bicicleta eléctrica y mixto por relevos

## Medallistas

### Masculino
| Evento                                         | Oro                             | Plata                                   | Bronce                          |
| ---------------------------------------------- | ------------------------------- | --------------------------------------- | ------------------------------- |
| Descenso (27.08)                               | Loïc Bruni Francia 3:20,478     | Amaury Pierron Francia 3:23,059         | Loris Vergier Francia 3:23,864  |
| Campo a través (28.08)                         | Nino Schurter · Suiza · 1:21:13 | David Valero Serrano · España · 1:21:22 | Luca Braidot · Italia · 1:21:42 |
| Campo a través corto (26.08)                   | Samuel Gaze Nueva Zelanda 22:21 | Filippo Colombo · Suiza · 22:24         | Thomas Litscher · Suiza · 22:29 |
| Campo a través con bicicleta eléctrica (26.08) | Jérôme Gilloux Francia 52:21    | Hugo Pigeon Francia 52:50               | Joris Ryf · Suiza · 53:03       |

### Femenino
| Evento                                         | Oro                                    | Plata                               | Bronce                                |
| ---------------------------------------------- | -------------------------------------- | ----------------------------------- | ------------------------------------- |
| Descenso (27.08)                               | Valentina Höll · Austria · 3:53,857    | Nina Hoffmann · Alemania · 3:54,763 | Myriam Nicole Francia 3:57,304        |
| Campo a través (28.08)                         | Pauline Ferrand-Prévot Francia 1:22:08 | Jolanda Neff · Suiza · 1:23:43      | Haley Batten Estados Unidos 1:24:21   |
| Campo a través corto (26.08)                   | Pauline Ferrand-Prévot Francia 21:56   | Alessandra Keller · Suiza · 22:14   | Gwendalyn Gibson Estados Unidos 22:17 |
| Campo a través con bicicleta eléctrica (26.08) | Nicole Göldi · Suiza · 47:00           | Justine Tonso Francia 48:15         | Nathalie Schneitter · Suiza · 48:25   |

### Mixto
| Evento                             | Oro | Plata | Bronce |
| ---------------------------------- | --- | --- | --- |
| Campo a través por relevos (24.08) | Dario Lillo · Khalid Sidahmed · Ramona Forchini · Ronja Blöchlinger · Anina Hutter · Nino Schurter · Suiza · 1:17:14 | Luca Braidot · Marco Betteo · Martina Berta · Valentina Corvi · Giada Specia · Simone Avondetto · Italia · 1:17:20 | Christopher Blevins Cayden Parker Madigan Munro Bailey Cioppa Haley Batten Riley Amos Estados Unidos 1:17:28 |

## Medallero
| Núm. | País           | Oro | Plata | Bronce | Total |
| ---- | -------------- | --- | ----- | ------ | ----- |
| 1    | Francia        | 4   | 3     | 2      | 9     |
| 2    | Suiza          | 3   | 3     | 3      | 9     |
| 3    | Austria        | 1   | 0     | 0      | 1     |
| 3    | Nueva Zelanda  | 1   | 0     | 0      | 1     |
| 5    | Italia         | 0   | 1     | 1      | 2     |
| 6    | Alemania       | 0   | 1     | 0      | 1     |
| 6    | España         | 0   | 1     | 0      | 1     |
| 8    | Estados Unidos | 0   | 0     | 3      | 3     |
|      | TOTAL          | 9   | 9     | 9      | 27    |